# ژانت آفاری
ژانت آفاری (به انگلیسی: Janet Afari) پژوهش‌گر و استاد دانشگاه کالیفرنیا در سانتا باربارا در رشته تاریخ است. کتاب‌های او دربارهٔ تاریخ اجتماعی ایران به ویژه در سال‌های انقلاب مشروطه که به زبان انگلیسی منتشر شده‌اند با استقبال و نقد و بررسی زیادی مواجه شده‌اند.
ژانت آفاری در دانشگاه تهران پذیرفته شد. سپس برای ادامه تحصیل در مقطع دکترا در رشته تاریخ به دانشگاه میشیگان رفت و پس از آن خود به تدریس در دانشگاه ایندیانا پرداخت.